# Економічний тероризм
Термін економічний тероризм або фінансовий тероризм чітко визначений для позначення спроби економічної дестабілізації зацікавленою групою. 

## Вплив на ланцюги постачань
Фінансовий тероризм (також відомий як економічний тероризм) є загальноприйнятою тактикою, як правило, шляхом таємного маніпулювання економікою країни державними чи недержавними суб'єктами. Однак економічні санкції можна назвати нетаємними прикладами економічного тероризму в останні десятиліття. економічний тероризм націлений на цивільних осіб націй або груп для досягнення політичних цілей.
Терористичні атаки на порти та сухопутні кордони призводять до прийняття додаткових заходів для убезпечення прибуття виробів. Ці заходи змушують збільшувати вартість експорту та імпорту товарів. Найбільшою мірою від них страждають країни з ринковою економікою, оскільки уповільнення темпів експорту та імпорту позначиться на здатності країни боротися з бідністю. Зростання бідності може викликати бунти серед населення і можливу політичну дестабілізацію, що призведе до ще більшого збільшення масштабів бідності.
Для боротьби з піратством уряди та морська промисловість повинні вживати превентивних заходів. Морське управління США заявляє: "Ці дії можуть мати в собі ширшу військову присутність в районах підвищеного ризику, зміну маршруту судів в обхід Аденської затоки, виплату вищих страхових внесків, наймання приватних охоронців і установлення не смертоносних засобів стримування". Вартість цих превентивних заходів передається споживачам і платникам податків, в кінцевому підсумку направляючи гроші в інші галузі економіки. 